# Technikai kő
A technikai kő környezetbarát építőipari, belsőépítészeti alapanyag. 93-97% 7-es keménységű kvarcitot tartalmaz (ezért nevezik a kvarc kompozitnak is), a többi műgyanta és gránitőrlemény. 

## Felhasználása
Az ebből készült kőlapok gyakorlatilag törhetetlenek, egyúttal (a természetes gránithoz hasonlóan) nehezen megmunkálhatóak. A Mohs-féle keménységi skálán a technikai kőlapok 7-es értékkel rendelkeznek. A természetes kőlapokkal szemben egyenletes keménységű anyagok, amely a megmunkálás szempontjából előnyös. Egyúttal sokkal „karcsúbb” és rugalmasabb, ezért kevésbé sérülékeny, ráadásul a műgyanta tartalma miatt nem szívja be a szennyeződéseket, nehezebben telepednek meg rajta baktériumok, anyagában színezhető.